# Folioceros kashyapii
Folioceros kashyapii là một loài rêu trong họ Anthocerotaceae. Loài này được S.C. Srivast. & A. K. Asthana mô tả khoa học đầu tiên năm 1989.